# Pomesanien

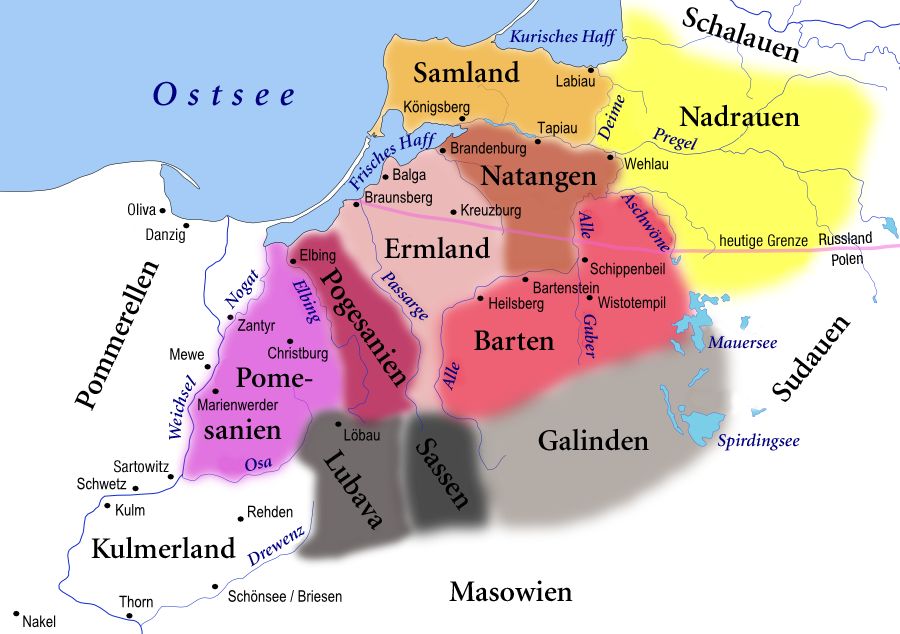
Altpreußische Landschaften und Stämme

Pomesanien (polnisch Pomezania) ist eine altpreußische Landschaft östlich von Nogat und Weichsel bis zur Elbing und Osa. Die Städte dieser Region sind Marienburg, Marienwerder, Stuhm, Deutsch Eylau, Rosenberg, Riesenburg, Christburg, Saalfeld und Freystadt. Der Name kommt aus dem Prußischen *pa-median. Es bedeutet wörtlich „unter Wald“ und beschreibt eine Region mit teilweise schwer zugänglichen, tiefen Wäldern. Wie groß das mit diesem Namen bezeichnete Gebiet ist, hängt davon ab, ob es sich auf Pomesanien als Stammesgebiet, als Bistum oder als Teil des Herzogtums Preußen bezieht. Als Landschaftsname hat sich die Bezeichnung bis ins 20. Jahrhundert gehalten, eher auf das ehemalige Stammesland bzw. den ehemals herzoglich-preußischen Anteil beschränkt.

## Stammesgebiet Pomesanien
Die Pomesanen waren einer der zwölf prußischen (Prūsai) Stämme. Pomesanien wurde von Kulm aus erobert. Ab 1234 wurde dieser Gau durch den Deutschen Orden mit der Einnahme von Marienwerder unterworfen. 1234 folgten die Schlacht bei Christburg, 1248 die Eroberung Christburgs, und schließlich 1250 die Marienburgs. 1236 zerstörten die Ordensritter die Pomesanenburg in der Nähe von Christburg. Unter der Herrschaft des Ordens wurden die Pomesanen – wie die anderen Prußen – von den deutschen Siedlern assimiliert.

## Legende
Der Sage nach erhielt Pomeso, der elfte Sohn des Königs Widowuto, das Land zwischen Weseke, Mokra (Ossa), Noyta (Nogat), Istula (Weichsel) bis an die Grenzen der Masau. Daraufhin sei es „Pomesanien“ genannt worden. Pomeso hatte keine Burg, sondern zog es vor, seine Zelte dort aufzuschlagen, wo es ihm gerade am besten behagte. Er hatte sehr viele Kinder, die wie er riesenhaft waren und Könige wurden. Sie bauten sich die Festen zu Risno (Riesenburg), Bolto, Weso und Nargoltons.

## Bistum Pomesanien

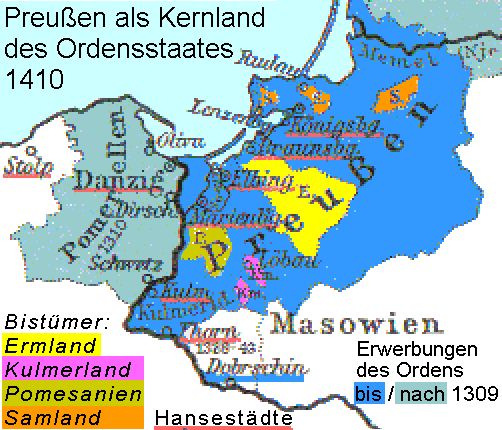
Lage des weltlichen Herrschaftsgebiets des Bischofs von Pomesanien im Deutschordensland

Aufgrund des Zerwürfnisses zwischen dem Orden und dem ersten Bischof (seit 1209) von Preußen, Christian von Oliva, teilte der päpstliche Legat, Wilhelm von Modena, den Ordensstaat 1243 in vier Bistümer ein. So entstand neben den Bistümern Samland, Ermland und Kulmer Land auch das Bistum Pomesanien: Es umfasste neben dem Stammesgebiet Pomesanien auch das nördlich anschließende Gebiet Pogesanien (Hockerland). Sitz des Bischofs, dessen weltliches Herrschaftsgebiet etwa ein Drittel der Diözese umfasste, war Riesenburg, Sitz des Domkapitels, das seit 1285 dem Deutschen Orden inkorporiert war und etwa ein Drittel des bischöflichen Territoriums beherrschte, war die Domburg in Marienwerder.

### Frieden von Thorn und Reformation
Im Zweiten Frieden von Thorn blieb der Süden des pomesanischen Kerngebietes dem Orden erhalten, während der Norden Pomesaniens mit Marienburg, Stuhm und Christburg, der Norden Pogesaniens mit Elbing und Tolkemit, ebenso wie Ermland und Kulmerland, unter die Herrschaft der polnischen Könige kamen. Mit Einführung der Reformation im Ordensstaat trat 1525 auch der letzte katholische Bischof von Pomesanien zum Luthertum über, verzichtete auf die weltliche Herrschaft und unterstellte die preußischen Gebiete Pomesaniens dem neu entstandenen Herzogtum Preußen. Erster lutherischer Bischof von Pomesanien wurde 1523 Georg von Polenz. 1587 wurde die Diözese durch den Administrator in Preußen, Markgraf Georg Friedrich, eingezogen und das Einkommen ging an die Albertus-Universität in Königsberg und weitere Landesschulen. Die der polnischen Krone unterstehenden, katholisch gebliebenen Teile des Bistums fielen an das Bistum Kulm. Danach kamen sie 1821 an das Bistum Ermland.

### Gegenwart
Das heutige Bistum Elbląg betrachtet sich symbolisch als der Nachfolger des Bistums Pomesanien. Im November 2014 wurde trotzdem das Titularbistum Pomesanien wiedererrichtet und am 13. Dezember desselben Jahres erstmals vergeben.

## Persönlichkeiten
- Dorothea von Montau
- Johannes Marienwerder
- Liste der Bischöfe von Pomesanien